# Kasandra (imię)
Kasandra – imię żeńskie, pochodzenia greckiego, powstałe z wyrazów kekasmai – „wyróżniająca się” i anēr, d. andrós – „człowiek”.
W mitologii greckiej Kasandra była wróżbiarką, w której dramatyczne przepowiednie nikt nie wierzył, mimo że miała ich dar otrzymany
od Apollina.
Kasandra imieniny obchodzi 22 stycznia.
Znane osoby o tym imieniu:
- Cassandra Clare – pisarka
- Cassandra Harris - aktorka
- Cassandra Peterson – amerykańska aktorka
- Cassandra Wilson – piosenkarka jazzowa
- Kasandra Zawal - Miss Polski 2024